# Julius Ernst von Buggenhagen
Julius Ernst von Buggenhagen (* 16. September 1736 in Frankfurt (Oder); † 7. September 1806 Gut Papitz bei Kolkwitz, Brandenburg) war preußischer Kammerpräsident und Staatsminister.

## Leben
Julius Ernst von Buggenhagen war der Sohn des Julius Ulrich von Buggenhagen († 1763) und der Baronesse Marie-Antoinette von Vernezobre-Laurieux. Er schlug eine preußische Beamtenlaufbahn ein. 1777 wurde er Präsident der Kriegs- und Domänenkammer Kleve. Nachdem Friedrich Wilhelm II. im Frieden von Basel 1795 die linksrheinischen Gebiete des Herzogtums Kleve abtreten musste, wurde Julius Ernst von Buggenhagen als Staatsminister in das Generaloberfinanz- und Kriegscollegium nach Berlin berufen. Nach dem Regierungsantritt Friedrich Wilhelms III. wurde von Buggenhagens Zuständigkeitsbereich aufgelöst und er in den Ruhestand versetzt. Er zog sich auf sein Gut Papitz zurück, wo er 1806 starb.
Während seiner Dienstzeit als Kammerpräsident ließ er unter anderem den Schlossgarten an der Schwanenburg und ab 1782 gegenüber dem Kurhaus die „Neue Plantage“, den Forstgarten, anlegen. In der Schwanenburg ließ er einen Antiquitätensaal einrichten. Die darin zusammengetragene Sammlung bildete 1820 den Grundstock für das heutige Rheinische Landesmuseum Bonn.

## Familie und Besitz
Julius Ernst von Buggenhagen war zweimal verheiratet. Aus der am 10. Dezember 1767 geschlossenen (1785 geschieden), ersten Ehe mit seiner Cousine ersten Grades Marie Angelika Henrietta Digeon von Monteton (* 4. Februar 1749; † 27. September 1823) entstammte der 1768 geborene Sohn Julius Heinrich von Buggenhagen. 
Mit seiner zweiten Frau Christine Wilhelmine Marie Geyer (* 22. Juni 1770; † Mai 1837) hatte er drei Töchter:
- Juliane Wilhelmine Charlotte (* 28. Juni 1797; † 1871) ⚭ Karl Friedrich von Boettcher († 26. März 1857), Major a. D.
- Ernestine Christine Ulrike Eleonore (* 25. August 1798; † 25. August 1872) ⚭ Friedrich Ludwig von Esbeck († 17. April 1863), Oberstleutnant a. D.
- Juliane Luise Auguste (* 8. Februar 1802; † 25. Juni 1871) ⚭ 1828 Friedrich Theodor Althoff (1785–1852), Kriegs- und Domänenrat, Eltern von Friedrich Althoff

Neben den Gütern Papitz und Ruben bei Cottbus besaß Julius Ernst von Buggenhagen das Rittergut Bärenkamp im Herzogtum Kleve und das Drostenamt in Huyssen.

## Schriften
- Nachrichten über die zu Cleve gesammelten theils Römischen theils Vaterländischen Alterthümer. Friedrich Maurer, Berlin 1795.